# Barbara Rut Wosiek
Barbara Rut Wosiek, imię świeckie Barbara, w zakonie s. Rut od Wierności Bożej (ur. 18 września 1932 w Zbarażu, zm. 4 września 2017 w Laskach) – polska siostra zakonna ze Zgromadzenia Sióstr Franciszkanek Służebnic Krzyża, członek władz zakonu, autorka publikacji poświęconych najnowszej historii Kościoła.

## Życiorys
Jej rodzice Jadwiga z d. Turczaniewicz i Leon Wosiek byli nauczycielami. Od 1943 mieszkała z nimi w Nowym Sączu, po zakończeniu II wojny światowej przeprowadziła się z rodziną najpierw do Ozorkowa, następnie do Łodzi. Tam w 1950 ukończyła Liceum im. Emilii Szczanieckiej. Po maturze nie została przyjęta pomimo zdanego egzaminu na studia medyczne (przyczyną była odmowa członkostwa w ZMP, w związku z czym podjęła studia na Katolickim Uniwersytecie Lubelskim. Tam w 1954 ukończyła studia I stopnia (specjalność bibliotekarstwo), a w 1955 studia magisterskie w zakresie filologii Polskiej na Wydziale Nauk Humanistycznych. Pracę magisterską poświęconą liryce Cypriana Kamila Norwida napisała pod kierunkiem Ireny Sławińskiej.
Po studiach rozpoczęła pracę w redakcji Wielkiej encyklopedii powszechnej PWN, w latach 1961-1962 studiowała skierowana tam przez pracodawcę na Wieczorowym Uniwersytecie Marksizmu-Leninizmu, była także aktywnym członkiem sekcji kultury i sekcji teatralnej Klubu Inteligencji Katolickiej w Warszawie. Po śmierci matki w 1963, wstąpiła 1 lutego 1964 do Zgromadzenia Sióstr Franciszkanek Służebnic Krzyża, pierwszą profesję złożyła 6 stycznia 1962, profesję wieczystą 6 stycznia 1972.
W latach 1970–1973 studiowała teologię w Akademii Teologii Katolickiej w Warszawie, w latach 1974-1977, 1977-1980 i 1986-1989 pełniła funkcję przełożonej różnych domów zakonnych zgromadzenia w Polsce. Od 1980 była członkiem Komisji Episkopatu Polski ds. Realizacji Uchwał Soboru Watykańskiego II, w kolejnych latach także członkiem Komisji Charytatywnej Episkopatu.
W 1980 została odpowiedzialną za Bibliotekę Wiedzy Religijnej przy Kościele św. Marcina w Warszawie, była także zaangażowana w prace Prymasowskiego Komitetu Pomocy Osobom Pozbawionym Wolności i ich Rodzinom.
W latach 1993–2003 była redaktorem naczelnym miesięcznika duszpasterstwa niewidomych Credo, w latach 1990-2010 odpowiedzialną za archiwum zgromadzenia, w latach 1995-2001 wikarią generalną, a także członkiem zarządu Towarzystwa Opieki nad Ociemniałymi.
Współpracowała z bp Bohdanem Bejze przy wydawaniu serii W nurcie zagadnień posoborowych (wyd. 1967-1970)  i Chrześcijanie (wyd. 1974-1981), była także autorką artykułów wydawanych, a także autorką wielu haseł w Słowniku polskich pisarzy franciszkańskich (wyd. 1981), była współautorką biografii Władysław Korniłowicz (1978), którą dokończyła na podstawie notatek zmarłej siostry Teresy Landy, a także jedną z autorek pracy Ludzie Lasek (1987). Wydała także jednoosobowo 405 numerów pisma Karty z życia Zgromadzenia, w którym opisywała historię franciszkanek służebnic Krzyża.
Jej siostrą jest Maria Wosiek.
Jest pochowana na Cmentarzu leśnym w Laskach.